# Họ Cỏ chổi
Orobanchaceae, danh pháp khoa học của một họ thực vật có hoa, trong tiếng Việt gọi là họ Cỏ chổi hoặc họ Lệ đương, thuộc bộ Hoa môi (Lamiales), với khoảng 104 chi và trên 2.300 loài. Nhiều chi trong họ này trước đây đã được đưa vào trong họ Huyền sâm (Scrophulariaceae) nghĩa rộng. Tất cả các chi trong họ này cùng nhau tạo ra một nhóm đơn ngành và tạo thành một họ riêng biệt.
Đây là một họ phổ biến rộng khắp trên toàn thế giới, ngoại trừ Nam Mỹ, các khu vực thuộc Australia và New Zealand. Họ này chủ yếu tìm thấy tại khu vực ôn đới của đại lục Á-Âu và chỉ có rất ít loài thuộc về vùng nhiệt đới châu Phi và châu Mỹ. Họ này không có giá trị kinh tế, thậm chí một vài loài còn là nguy hiểm cho các loại cây trồng.

## Mô tả
Orobanchaceae là lớn nhất trong số 20–28 họ thực vật hai lá mầm thể hiện tính chất ký sinh. Ngoài một ít đơn vị phân loại không ký sinh thì họ này thể hiện tất cả các kiểu của thực vật ký sinh: ký sinh tùy ý, ký sinh bắt buộc, bán ký sinh và toàn ký sinh (ký sinh toàn phần).
Các loài thực vật này về cơ bản là toàn ký sinh hoặc bán ký sinh, chúng là các loại thực vật thân thảo một năm hay lâu năm sống trên rễ của các cây chủ. Các loài toàn ký sinh không có chất diệp lục (chlorophyll) và không tự thực hiện công việc quang hợp. Các loài bán ký sinh (được chuyển từ họ Scrophulariaceae) có khả năng quang hợp và có thể sống ký sinh tùy ý hoặc bắt buộc. Các loài cây này có màu ánh vàng, ánh nâu, ánh tía, hoặc trắng nhưng không có màu lục, ngoại trừ một vài loài bán ký sinh.

### Thân, rễ
Chỉ có một số ít loài có hệ thống bộ rễ lớn. Ở phần lớn các loài có các rễ ngắn và phồng to hay một cơ quan phồng to, thuộc dạng đơn hay hợp. Các rễ này gắn vào cây chủ bằng các giác mút có móc để chuyển các chất dinh dưỡng từ cây chủ sang chúng.
Chúng có thân sinh dưỡng ngắn, các lá tiêu giảm mọc so le không có cuống, tương tự như các vảy giống như răng mọng nước. Các vảy nhỏ mọc so le này thuộc dạng lá đơn, hình mác, thuôn dài hay bầu dục. Chúng có các lông đa bào rải rác với các lông tuyến.
Sự phát triển của các giác mút là sự kiện tiến hóa quan trọng cho phép sự tiến bộ của các thực vật ký sinh. Nhánh toàn ký sinh, Orobanche, vạch ra ranh giới chuyển tiếp từ bán ký sinh sang toàn ký sinh trong phạm vi họ Orobanchaceae.
Mặc cho các đặc điểm hình thái tương tự được tìm thấy ở cả Scrophulariaceae và Orobanchaceae, họ thứ hai này về mặt hình thái và phân tử học được coi là đơn ngành, mặc dù nhiều chi của nó trước đây từng được xếp trong họ Scrophulariaceae.
Lindenbergia, một thời được xếp trong họ Scrophulariaceae, là một trong ít chi tự dưỡng của họ Orobanchaceae. Người ta cho rằng nó là nhóm có quan hệ chị-em với các chi bán ký sinh trong phạm vi họ này.

### Hoa
Các hoa lưỡng tính là loại đối xứng hai bên và mọc thành cành hay cụm hoa hoặc mọc đơn trên đỉnh ngọn của thân cây thanh mảnh. Đài hoa hình ống được tạo thành từ 2-5 cánh hợp nhất. Năm cánh hoa hai môi hợp nhất tạo thành tràng hoa. Môi trên là loại 2 thùy, môi dưới là 3 thùy. Có hai nhị hoa dài và hai nhị hoa ngắn trên các chỉ nhị thanh mảnh, lồng vào phía dưới của ống tràng hoa giữa hay ở gốc của tràng hoa, mọc so le với các thùy của ống. Nhị hoa thứ năm hoặc là vô sinh hoặc là không có. Các bao phấn nứt ra theo các khe hở dọc. Nhụy hoa là một tế bào. Bầu nhụy hoa lớn. Hoa được thụ phấn nhờ côn trùng.

### Quả
Quả của chúng là loại quả nang dễ nứt, không có cùi thịt, một ngăn với nhiều hạt rất nhỏ có nội nhũ. Quả của Orobanchaceae nhỏ, nhiều và có thể chứa tới 10.000–1.000.000 hạt mỗi cây. Chúng được gió phát tán đi xa, làm gia tăng cơ hội tìm thấy cây chủ mới của chúng.

### Hệ gen học
Tính chất ký sinh và các phương thức khác nhau của nó được cho là có ảnh hưởng tới tiến hóa bộ gen, với tốc độ thay thế DNA tăng lên ở các sinh vật ký sinh so với các sinh vật không ký sinh. Chẳng hạn, các đơn vị phân loại toàn ký sinh ở Orobanchaceae thể hiện tốc độ tiến hóa phân tử nhanh hơn so với các loài bán ký sinh cùng họ ở ba gen lạp thể.
Trong một nghiên cứu so sánh tốc độ tiến hóa phân tử của các đơn vị phân loại ký sinh so với các đơn vị phân loại không ký sinh cho 12 cặp họ thực vật hạt kín — bao gồm Apodanthaceae, Cytinaceae, Rafflesiaceae, Cynomoriaceae, Krameriaceae, Mitrastemonaceae, Boraginaceae, Orobanchaceae, Convolvulaceae, Lauraceae, Hydnoraceae và Santalaceae/Olacaceae —, các đơn vị phân loại ký sinh tiến hóa với tốc độ trung bình nhanh hơn các họ hàng gần của chúng trong các trình tự bộ gen của ti thể, lạp thể và hạt nhân. Trong khi Orobanchaceae phù hợp với xu hướng này đối với DNA lạp thể thì chúng dường như tiến hóa chậm hơn các đồng loại không ký sinh khi so về DNA hạt nhân và ti thể.

## Các chi
Chi Lathraea theo truyền thống được đặt trong họ Orobanchaceae, nhưng một số chứng cứ gần đây cho rằng nó nên được chuyển sang họ Huyền sâm (Scrophulariaceae).
- Aeginetia: Lệ đương, tai đất, dã cô
- Agalinis
- Alectra
- Anisantherina
- Asepalum
- Aureolaria
- Bardotia
- Bartsia (bán ký sinh)
- Baumia
- Bellardia?
- Boschniakia: Thảo thung dung
- Brandisia
- Buchnera
- Bungea
- Buttonia
- Campbellia
- Castilleja: Hỏa diễm thảo (bán ký sinh)
- Centranthera: Tâm hùng
- Christisonia: Kiết sơn, giả dã cô
- Cistanche: Nhục thung dung
- Conopholis
- Cordylanthus
- Cyclocheilon
- Cycniopsis
- Cycnium
- Cymbaria
- Dasistoma
- Epifagus
- Eremitilla
- Escobedia
- Esterhazya
- Euphrasia: Tiểu mễ thảo (bán ký sinh)
- Gerardia
- Gerardiina
- Ghikaea
- Gleadovia
- Graderia
- Harveya
- Hedbergia
- Hiernia
- Hyobanche
- Kopsiopsis
- Lamourouxia
- Lathraea: Xỉ lân thảo (cỏ răng vẩy cá)
- Leptamnium
- Leptorhabdos
- Leucosalpa
- Lindenbergia
- Macranthera
- Macrosyringion
- Magdalenaea
- Mannagettaea: Đậu liệt đương
- Melampyrum: Sơn la hoa (bán ký sinh)
- Melasma
- Micrargeria
- Monochasma
- Myzorrhiza
- Neobartsia
- Nesogenes
- Nothobartsia
- Nothochilus
- Odontitella
- Odontites: Liệu xỉ thảo (bán ký sinh)
- Omphalotrix
- Orobanche: Cỏ chổi, lệ đương, liệt đương
- Orthantha
- Orthocarpus: Trực quả thảo (bán ký sinh)
- Parasopubia
- Parentucellia (bán ký sinh)
- Pedicularis: Mã tiên hao, cỏ Louse (bán ký sinh)
- Petitmenginia
- Phacellanthus: Hoàng đồng hoa
- Phelypaea (bán ký sinh)
- Phtheirospermum
- Physocalyx
- Pseudobartsia
- Pterygiella
- Radamaea
- Rehmannia[14]
- Rhamphicarpa
- Rhinanthus: Tị hoa (bán ký sinh)
- Rhynchocorys
- Schwalbea
- Seymeria
- Sieversandreas
- Silviella
- Siphonostegia
- Sopubia
- Striga
- Tetraspidium
- Thunbergianthus
- Tozzia
- Triaenophora
- Triphysaria?: Trực quả thảo
- Vellosiella
- Xylanche: Đinh tọa thảo
- Xylocalyx

## Hình ảnh

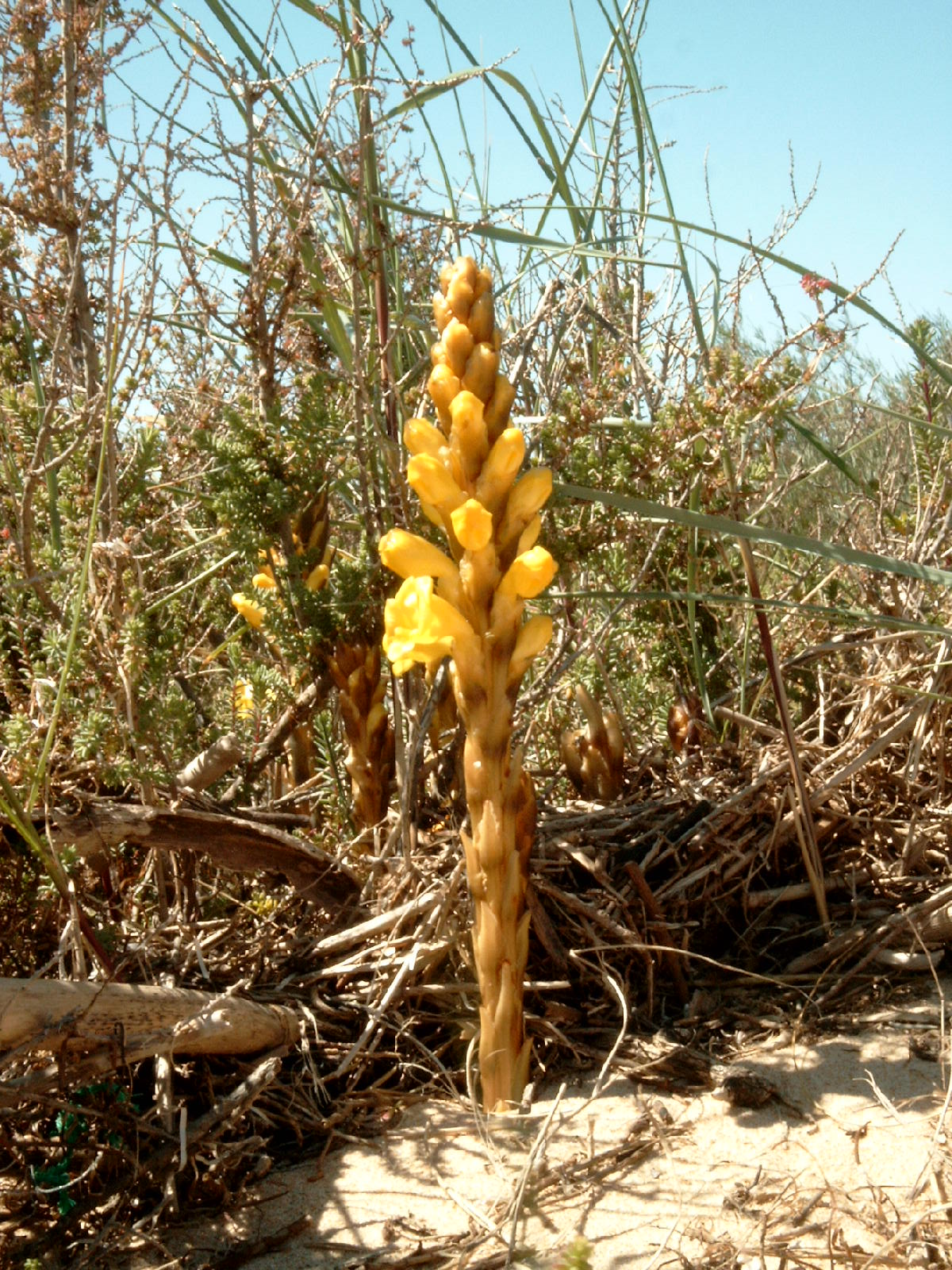
Cistanche phelypaea.
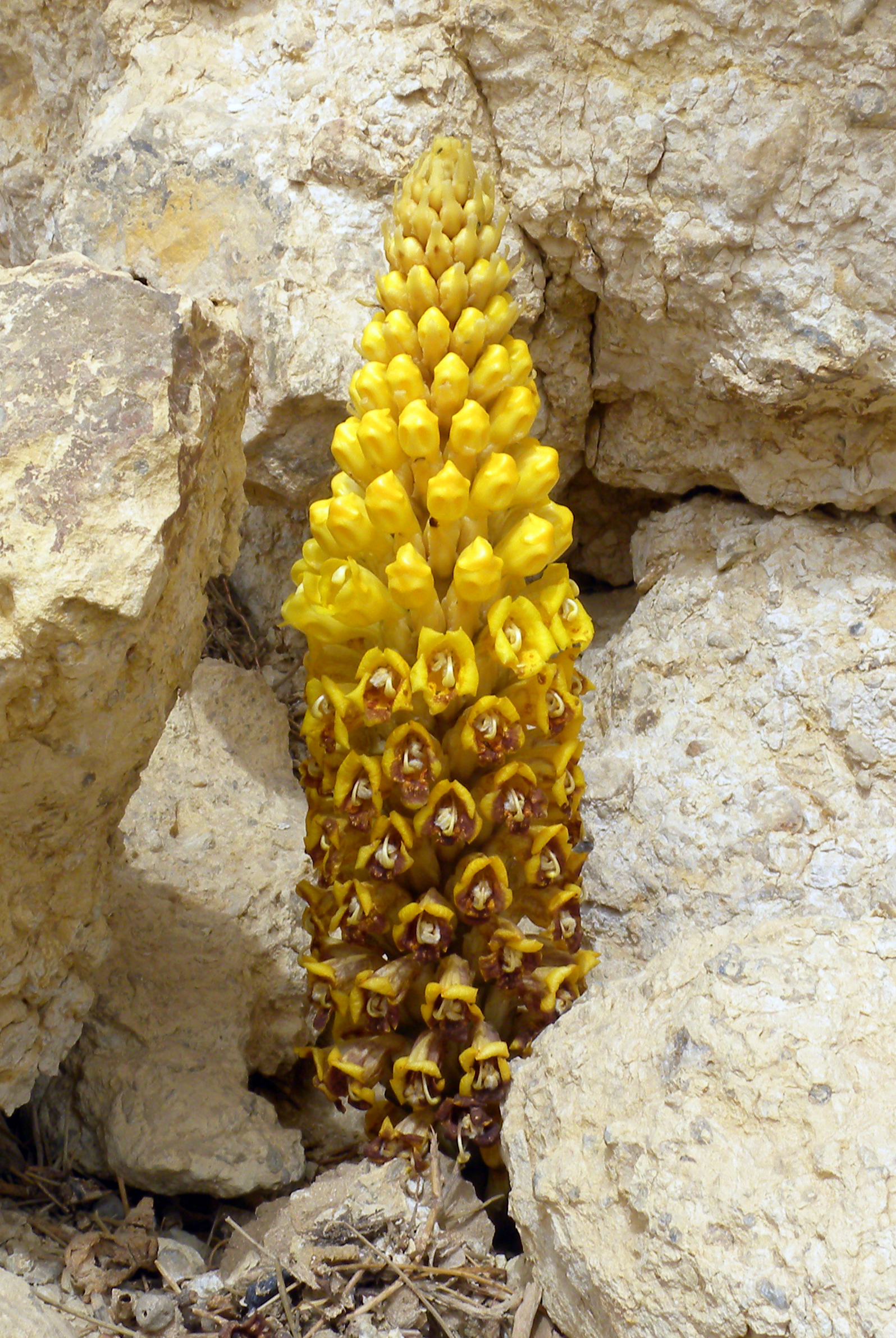
Cistanche tubulosa.
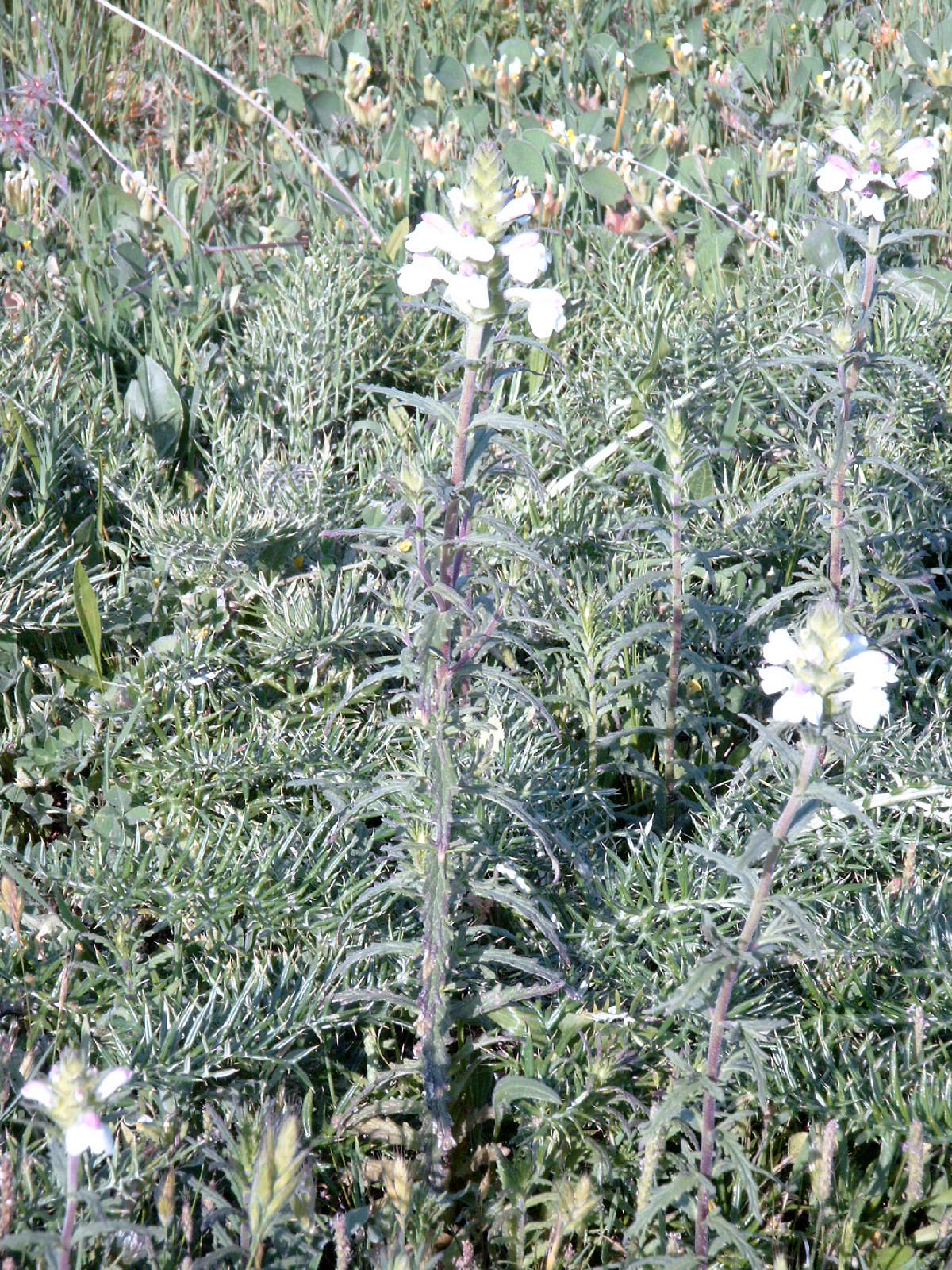
Bellardia trixago.